# Amphicnemis remiger
Amphicnemis remiger – gatunek ważki z rodziny łątkowatych (Coenagrionidae).